# Gorionik
Gorionik je uređaj za regulirano izgaranje plinovitih, tekućih i čvrstih mljevenih goriva (na primjer ugljene prašine), obično u industrijskom mjerilu. Gorionik treba dozirati, te raspršiti ili ispariti određenu količinu goriva, propustiti potrebnu količinu zraka za izgaranje i što bolje ga pomiješati s gorivom. Gorionici se ugrađuju u generatore pare, industrijske peći, komore izgaranja plinskih turbina i slično. Rad gorionika nastoji se što više automatizirati, tako da se količina goriva i zraka regulira automatski, a paljenje goriva, zaustavljanje pogona i ostale potrebne radnje obavljaju programirano. Postoje i gorionici za kombinirano loženje, na primjer za tekuća i plinovita goriva. 
Jednostavniji uređaj, obično za izgaranje plinovitih goriva, naziva se plamenik, na primjer plamenik plinskoga štednjaka ili Bunsenov plamenik u kemijskom laboratoriju.

## Gorionik za tekuće gorivo
Gorionik za tekuće gorivo je uređaj koji vrši izgaranje tekućeg goriva na način koji će omogućiti najbolje iskorištenje goriva u skladu sa zahtjevima pogona. Izgaranje je složen postupak koji se zbiva u više koraka kroz koje prolazi čestica goriva prije nego potpuno izgori. Za tekuće gorivo izgaranje se sastoji od sljedećih koraka: miješanje sa zrakom, zagrijavanje, isparavanje, toplinsko razlaganje, stvaranje zapaljive smjese, paljenje i završno izgaranje. Svaki korak ima važan utjecaj na odvijanje izgaranja, te ako uvjeti za neki od njih nisu zadovoljeni, izgaranje neće biti potpuno. Jedan od najbitnijih preduvjeta za potpuno izgaranje tekućeg goriva je njegovo dobro raspršivanje, čija kakvoća najviše ovisi o:
- načinu raspršivanja (raspršivanje pod tlakom goriva, raspršivanje parom, raspršivanje komprimiranim zrakom, raspršivanje centrifugalnom silom),
- konstruktivnim svojstvima sapnice (mlaznice) za raspršivanje,
- viskoznosti tekućeg goriva,
- površinskoj napetosti tekućeg goriva.[2]